# Georg Erhard Hamberger
Georg Erhard Hamberger (Jena, 21 dicembre 1697 – Jena, 22 luglio 1755) è stato un chimico, fisiologo, chirurgo e botanico tedesco.

## Biografia
Hamberger nacque a Jena, e ha ricevuto la sua laurea in medicina presso l'Università di Jena nel 1721. Studiò la fisiologia della respirazione. Scrisse un libro sulla fisiologia, che parla dei muscoli del torace, i muscoli intercostali, e la pleura. Inoltre studiò la reazione di canfora e acido nitrico. I suoi scritti includono lo studio della gravitazione e l'ascensione di gas.